# Прокурор (фільм, 1941)
«Прокурор» — радянський художній фільм 1941 року режисера Євгенія Іванова-Баркова, знятий на Ашхабаській кіностудії.

## Сюжет
Туркменська комсомолка Джерен дізнається, що її наречений Чари, виконуючи за вказівкою свого батька закони адата, віддав за неї калим. Дівчина пориває з коханим. Батько Чари, вважаючи що відмовою вийти заміж і поверненням калиму дівчина порушила звичаї, говорить, що тільки кров може змити образу, завдану чоловікові. Джерен розповідає про погрозу прокурору Бергеновій, яка приїжджає в містечко і намагається роз'яснити жителям пережитки звичаїв адата, і недопущення покарань за їх невиконання. Але злочин скоюється — Джерен важко поранена ударом ножа. Підозри падають на Чари. Бергенова виступає обвинувачем у його справі, і не змінює своєму обов'язку й вимагає для підсудного покарання навіть коли раптово дізнається, що Чари — її син, вкрадений двадцять років тому басмачем Сапар-баєм. І тільки зізнання удаваного батька Чари у замаху на Джерен рятує юнака. Бергенова знову знаходить сина, а Джерен — нареченого.

## У ролях
- Наталія Єфрон — Язгуль Бергенова, прокурор республікі
- Ніна Алісова — Джерен, студентка педучилища, комсомолка
- Алти Карлієв — Чари Халанов, шофер, її наречений
- Аман Кульмамедов — Башлиги, суддя
- Сарри Карриєв — Керим Сари
- Базар Аманов — Сапар-бай
- Сона Мурадова — Огульбіке Халанова
- К. Кульмамедов — Нурі Халанов
- А. Бердиєва — Огульдурсун

## Знімальна група
- Режисер — Євген Іванов-Барков, Борис Казачков
- Сценарій — Микита Шумило
- Оператор — Борис Муратовський
- Композитор — Григорій Лобачов